# منتخب رواندا لكرة السلة للسيدات
منتخب رواندا لكرة السلة للسيدات (بالإنجليزية: Rwanda women's national basketball team) هو ممثل رواندا الرسمي في المنافسات الدولية في كرة السلة للسيدات.